# Louis Ferreira
Luís 'Louis' Ferreira (Terceira, 20 februari 1966) is een in Portugal geboren Canadees acteur. 

## Biografie
Ferreira werd geboren in Terceira en emigreerde al op vroege leeftijd met zijn ouders naar Canada waar hij opgroeide in Toronto.
Ferreira begon in 1986 met acteren in de film Doing Life. Hierna heeft hij nog meerdere rollen gespeeld in meer dan 130 films en televisieserie.

## Filmografie

### Films
Selectie:
- 2009 Grey Gardens – als David Maysles
- 2008 True Confessions of a Hollywood Starlet – als Sam
- 2007 Saw IV – als Art Blank
- 2007 Shooter – als Howard Purnell
- 2006 The Marsh – als Noah Pitney
- 2004 Chestnut: Hero of Central Park – als Matt Tomley
- 2004 Dawn of the Dead – als Luis
- 1991 Naked Lunch – als exterminator
- 1990 Stella – als drugsdealer
- 1988 Cocktail – als soldaat

### Televisieseries
Uitgezonderd eenmalige gastrollen.
- 2017-2024 S.W.A.T. - als William 'Buck' Spivey - 9 afl.
- 2024 Shôgun - als Ferreira - 3 afl.
- 2019-2020 SEAL Team - als dr. Conners - 3 afl.
- 2019 The Man in the High Castle - als Brad Bellows - 6 afl.
- 2016-2018 Travelers - als Rick Hall - 4 afl.
- 2018 Bad Blood - als Domenic Cosoleto - 8 afl.
- 2016 Aftermath - als Bob 'Moondog' Black - 11 afl.
- 2015-2016 This Life - als David K. Crowley - 10 afl.
- 2013-2016 Motive – als rechercheur Oscar Vega – 52 afl.
- 2016 Bates Motel - als dr. Guynan - 2 afl.
- 2015 The Romeo Section - als Fred Foy - 6 afl.
- 2012-2013 Breaking Bad – als Declan – 3 afl.
- 2013 Rookie Blue – als Jacob Blackstone – 2 afl.
- 2013 Primeval: New World – als kolonel Hall – 3 afl.
- 2012 The L.A. Complex – als Dean Pirelli – 4 afl.
- 2009-2011 Stargate Universe – als Everett Young – 40 afl.
- 2009-2010 The Dating Guy – als politieagent Vince – 6 afl.
- 2008 The Andromeda Strain – als kolonel James C. Ferrus – 4 afl.
- 2007 Durham County – als Ray Prager – 6 afl.
- 2004-2006 1-800-Missing – als John Pollock – 37 afl.
- 2003 24 – als Danny Dessler – 2 afl.
- 2002-2003 Hidden Hills – als Doug Barber – 17 afl.
- 2001 The Fighting Fitzgeralds – als Jim – 10 afl.
- 2000 Battery Park – als rechercheur Ben Nolin – 6 afl.
- 1998 Trinity – als rechercheur Bobby McCallister – 3 afl.
- 1996 Local Heroes – als Mert – 7 afl.
- 1996 Public Morals – als rechercheur Mickey Crawford – 12 afl.
- 1994 Monster Force – als stem – 13 afl.
- 1991-1992 Urban Angel – als Victor Torres – 15 afl.

- Biblioteca Nacional de España: XX5025576
- Bibliothèque nationale de France: cb14200567q (data)
- Gemeinsame Normdatei: 14395671X
- International Standard Name Identifier: 0000 0001 1877 3261
- Library of Congress Control Number: no2009133276
- Nationale bibliotheek van Australië: 61201925
- Nationale en Universitaire bibliotheek Zagreb: 000224807
- Système universitaire de documentation: 23590550X
- Virtual International Authority File: 66676465
- WorldCat: E39PBJkHtqFvrBJ9b7YcXGQQbd